# Jaruge
Jaruge (szerbül: Јаруге), falu Bosznia-Hercegovinában, Bosanska krajina területén, Prijedor községben, a Szerb Köztársaságban. 

## Fekvése
Bosznia-Hercegovina északnyugati részén, a Potkozarje területén, Banja Lukától légvonalban 38, közúton 47 km-re északnyugatra, községközpontjától légvonalban 8, közúton 10 km-re keletre, 190 – 300 méteres tengerszint feletti magasságban, a Kozara-hegység délnyugati lábánál fekszik. Több, kis település tartozik hozzá. 

## Népessége
| Nemzetiségi csoport | Népesség 1991 | Népesség 2013 |
| ------------------- | ------------- | ------------- |
| Szerb               | 163           | 152           |
| Bosnyák             | 113           | 103           |
| Horvát              | 19            | 4             |
| Jugoszláv           | 18            | 0             |
| Egyéb               | 13            | 17            |
| Összesen            | 326           | 276           |

## Története
A település 1878-ig tartozott az Oszmán Birodalomhoz, ekkor a berlini kongresszus határozata alapján az Osztrák-Magyar Monarchia része lett. Az évszázados oszmán uralom 1878. szeptember 6-án ért véget, amikor osztrák-magyar csapatok vonultak be Kozaracra és a szomszédos Prijedorra. 1879-ben az első osztrák-magyar népszámlálás során a Prijedori járáshoz és Kozarac községhez tartozó településnek 67 háztartása, 455 ortodox szerb és 21 római katolikus lakosa volt. 1910-ben a Kozaraci járáshoz és Kozarac községhez tartozó településen 116 háztartást, 556 ortodox szerb, 113 római katolikus és 16 görög katolikus lakost találtak.
A monarchia szétesésével 1918-ban előbb a Szerb-Horvát-Szlovén Királyság, majd 1929-től a Jugoszláv Királyság része. Jugoszlávia megszállása után a falu a Független Horvát Állam (NDH) része lett. A második világháborúban a Jugoszláv Népi Felszabadító Hadsereg itteni 37 harcosa és 70 civil halt meg. 1945-től a település a szocialista Jugoszlávia része, 1963-ig Kozarac községhez tartozott. A boszniai háború idején a település a Boszniai Szerb Köztársaság része volt. A daytoni békeszerződést követő területfelosztásnál a település Prijedor község részeként a Szerb Köztársaság területéhez került.

## Gazdaság
A lakosság főként mezőgazdasággal foglalkozik.